# Sidymella jordanensis
Sidymella jordanensis es una especie de araña del género Sidymella, familia Thomisidae.

## Distribución
Esta especie se encuentra en Brasil.

## Taxonomía
Fue descrita por Soares en 1944.
Tratamiento taxonómico
La especie aparece registrada y publicada en Quarto novos tomisidas neótropicos (Araneae-Thomisidae). Boletim de Indústria Animal Sao Paulo (N.S.) 7: 73–80.